# Teide
Der Pico del Teide [ˈpiko ðel ˈtejðe] (oder kurz der Teide) ist mit 3715 msnm die höchste Erhebung auf der kanarischen Insel Teneriffa und der höchste Berg auf spanischem Staatsgebiet. Der mit 7500 m Höhe über dem Meeresboden dritthöchste Inselvulkan der Erde gehört zum Gemeindegebiet von La Orotava. 18.990 Hektar der Bergregion sind als Nationalpark ausgewiesen. 2007 wurde das Gebiet des Nationalparks El Teide von der UNESCO in die Liste des Weltnaturerbes aufgenommen. Der Vulkan und seine Umgebung sind ein bedeutendes geologisches und ökologisches Gebiet und ein wichtiges Tourismusziel der Kanaren. 2018 wurde der Park von 4,3 Millionen Personen besucht. Aufgrund der klaren Luft und der geringen Lichtverschmutzung beherbergt die Umgebung des Teide mehrere Teleskope des Observatorio del Teide für astronomische Forschung.

## Name
El Teide ist die hispanisierte Form des Guanchen-Begriffes Echeyde. In der Legende ist dieser Ort die Wohnung des bösen Dämons Guayota, der den Sonnengott Magec entführte und ihn dort gefangen hielt.

## Geologie

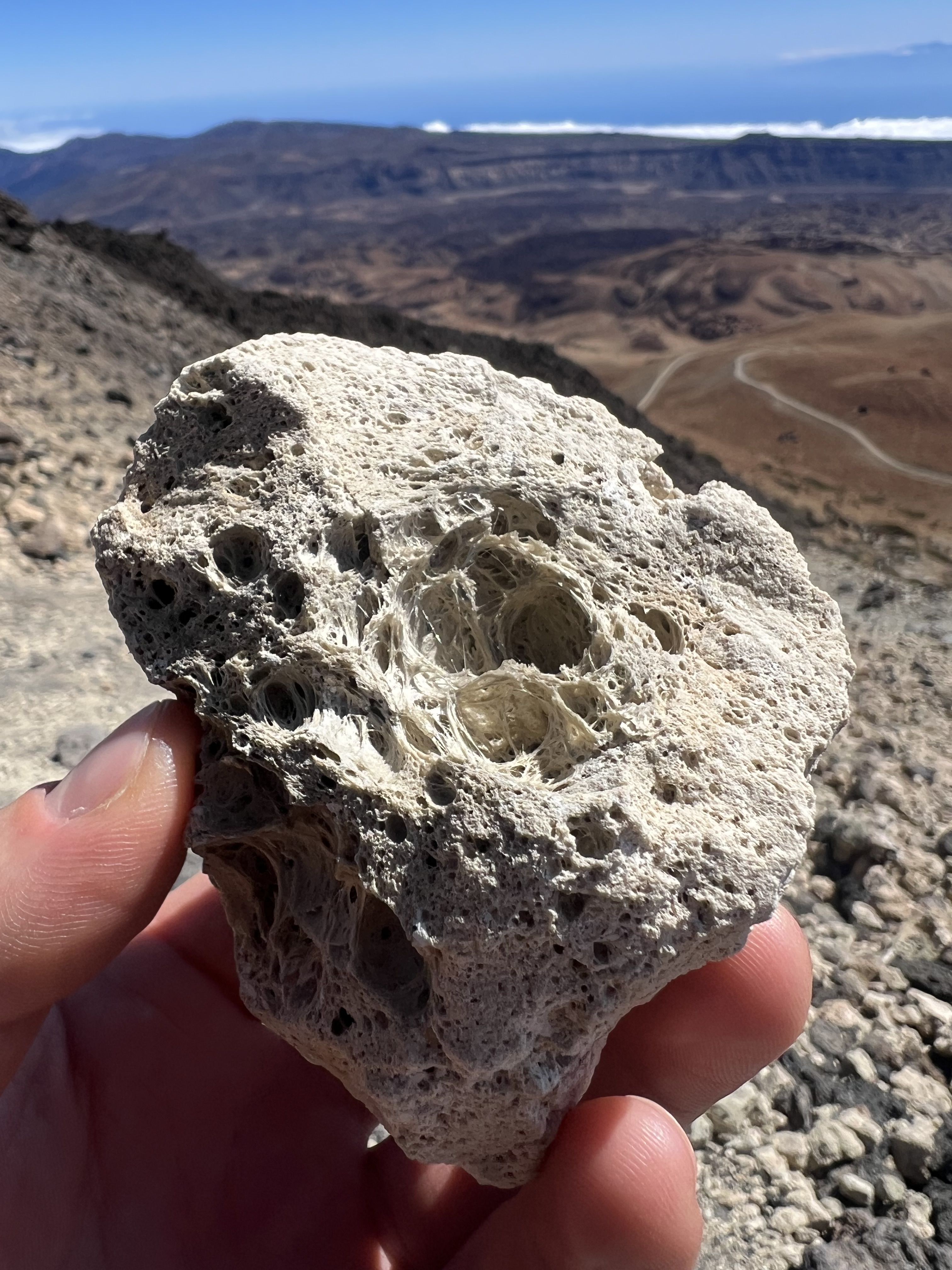
Bimsstein auf dem Teide

Der Pico del Teide ist ein Schichtvulkan. Seine Hänge sind kaum bewachsen. Er erhebt sich aus einer Caldera mit 17 Kilometer Durchmesser namens Las Cañadas. Nach früheren Vorstellungen entstand sie vor 170.000 Jahren aus einem älteren Vulkan, dessen entleerte Magmakammer in sich zusammenbrach. Heute wird jedoch angenommen, dass der südliche Rand der Caldera das „Amphitheater“ einer Trümmerlawine ist, die nach Norden ins Meer rutschte und ein unterseeisches Plateau bildete.
Der Teide selbst ist nicht in einem Schritt entstanden. Der Komplex Teide-Pico Viejo ist ein Schichtvulkan, der sich durch die Anhäufung von Material aufeinanderfolgender Eruptionen bildete. Der 200 Meter hohe Teidegipfel El Pitón entstand ebenfalls aus einem älteren Krater.
Der letzte Ausbruch am Teide-Massiv fand am 18. November 1909 am Chinyero, einem Schlackenkegel 10 km nordwestlich des Gipfels statt. Der letzte Ausbruch innerhalb der Caldera ereignete sich im Jahre 1798 an den Narices del Teide, die an der Flanke des westlichen Nachbarvulkans Pico Viejo (3134 m) liegen. Der einzige bekannte explosive Ausbruch erfolgte vor rund 2000 Jahren an der Montaña Blanca an der Ostflanke des Teide, während der Bimsstein und Asche aus einer 15 km hohen Eruptionssäule niedergingen. Es handelte sich um etwa 0,25 km³ blasenfreies Magma (DRE).

## Nationalpark
Im Jahre 1954 wurden der Teide und die ihn umschließende Caldera als Nationalpark ausgewiesen. 2007 wurde dem Gebiet des Parks der Titel des UNESCO-Weltnaturerbes verliehen. Er war im Jahr 2013 der meistbesuchte Nationalpark der EU und stand an sechster Stelle der meistbesuchten Nationalparks weltweit. 2018 wurden rund 4,8 Millionen Besucher gezählt.

### Naturraum und Vegetation
Am Teide lässt sich exemplarisch die vertikale Vegetationsgliederung der kanarischen Inselwelt ablesen, wie sie Ende des 18. Jahrhunderts unter anderem von Alexander von Humboldt erstmals beschrieben wurde. Diese erstreckt sich von der Küstenzone über den Sukkulentenbusch, thermophyle Busch-, Lorbeer- und Kiefernwälder bis hin zur ab 2000 Meter beginnenden subalpinen Höhenstufe (auch suprakanarische Höhenstufe) rund um den Gipfelaufbau des Teide. Über der Baumgrenze gelegen und hoher Sonneneinstrahlung ausgesetzt sowie angesichts relativ niedriger Niederschläge und für die Kanaren untypisch hohen Temperaturschwankunkgen konnte sich dort eine hochspezialisierte Flora mit etlichen endemischen Arten ausbilden. Botanische Aushängeschilder des Teide-Nationalparks sind u. a. das bis in Höhenlagen von 3400 m anzutreffende Teide-Veilchen (Viola cheiranthifolia) und vor allem Wildprets Natternkopf (Echium wildpretii). Größere Kolonien dieser bis zu drei Meter hohen Blütenpflanze finden sich u. a. an der Fortaleza am östlichen Rand des Nationalparks.

### Endemische Arten

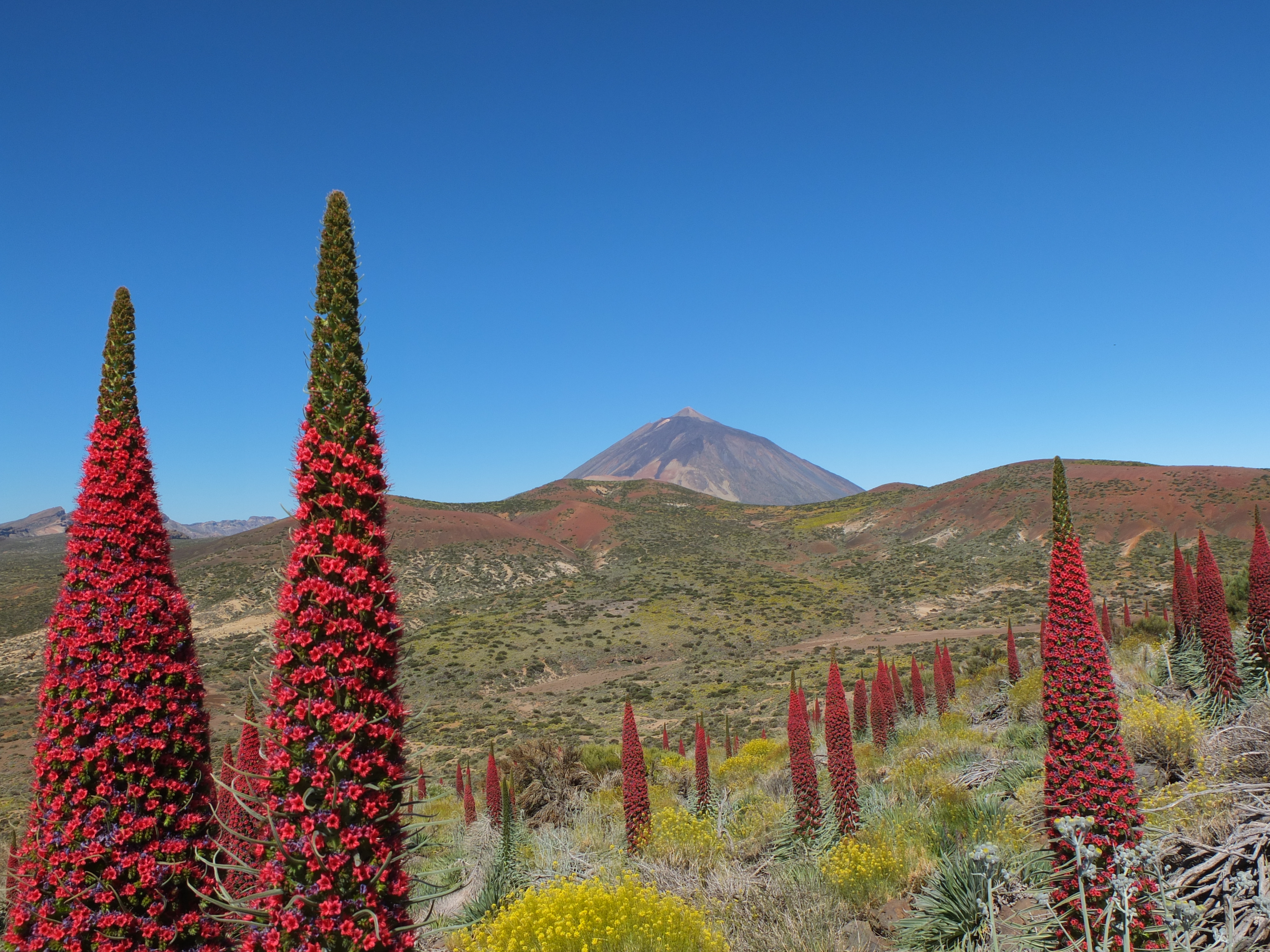
Wildprets Natternkopf am Fuß des Teide

Rund um den Teide sind folgende endemische Arten beheimatet (Auswahl):
- Aubers Natternkopf (Echium auberianum)
- Behaarter Federnkopf (Pterocephalus lasiospermus)
- Gnaphalium teydeum
- Cañadas-Kanarenmargerite (Argyranthemum tenerifae)
- Teideginster (Spartocytisus supranubius)
- Teide-Bibernelle (Pimpinella cumbrae)
- Teide-Katzenminze (Nepeta teydea)
- Teide-Rauke (Descurainia bourgeauana)
- Teide-Strauchflockenblume (Cheirolophus teydis)
- Teide-Veilchen (Viola cheiranthifolia)
- Wildprets Natternkopf (Echium wildpretii)

## Tourismus

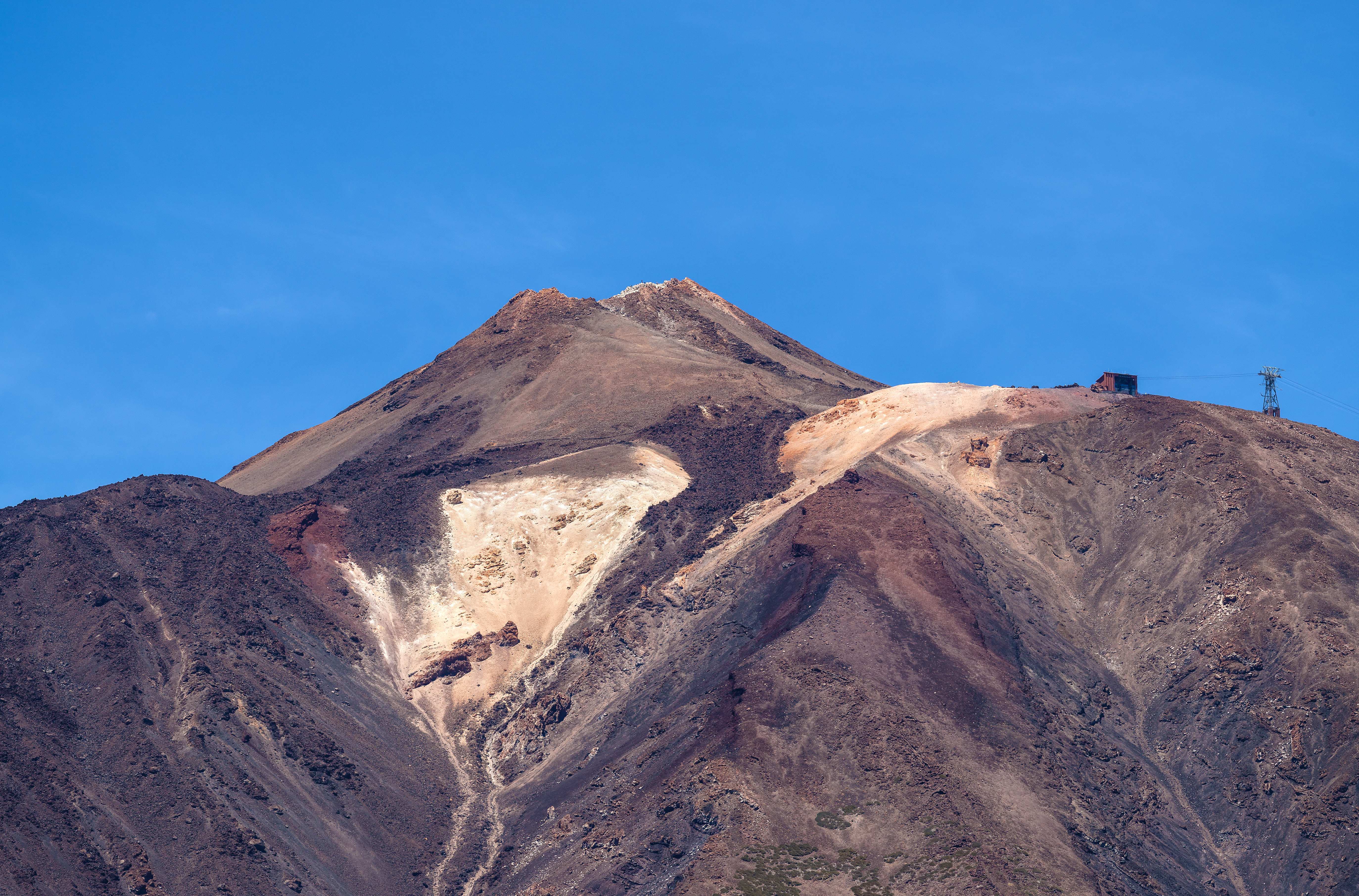
Bergstation der Teide-Seilbahn mit Teide-Gipfel

Seit Ende der 1990er Jahre wird die Einhaltung des Naturschutzes durch die permanente Anwesenheit von Wildhütern verschärft kontrolliert. Wandern abseits der vorgegebenen Wege wird nicht geduldet. Man kann den Teide über einen gut beschilderten Weg besteigen. Auf 3260 Metern Höhe befindet sich eine Schutzhütte der Gemeindeverwaltung, das Refugio de Altavista. Das historische Gebäude wurde saniert und hält eine Übernachtungsmöglichkeit bereit. Alternativ führt eine Seilbahn, die Teleférico del Teide, bis 160 Höhenmeter unterhalb des Gipfels. Von der Bergstation aus verzweigt sich ein Netz von Wanderwegen.
Für die Gipfelbesteigung ist eine Genehmigung des Büros der Nationalparkverwaltung in Santa Cruz de Tenerife erforderlich, die persönlich oder online zu beantragen ist. Die Erlaubnis mit einem Zeitfenster von zwei Stunden wird kostenlos erteilt, falls die Bedingungen auf dem Gipfel eine Besteigung erlauben und das Besucherkontingent für den entsprechenden Zeitraum noch nicht erschöpft ist.
Keine Genehmigung benötigt, wer im Refugio de Altavista auf 3260 Metern Höhe übernachtet und den Gipfel vor neun Uhr besteigt.
Ende 2024 traten für Wanderungen zum Gipfel des Teide verschärfte Regeln in Kraft. Alle Routen zum Teide müssen vorher angemeldet werden, da die Besucherzahl auf 300 Personen pro Tag begrenzt ist.
Folgende Routen müssen jetzt immer angemeldet werden:
- Wanderweg PNT 07: Montaña Blanca – La Rambleta
- Wanderweg PNT 09: Teide – Pico Viejo – Mirador de las Narices del Teide
- Wanderweg PNT 23: Regatones Negros
- Wanderweg PNT 28: Chafarí

Die Genehmigung gilt ausschließlich für die in der Reservierung angegebene Route und das angegebene Datum und muss bei der Wanderung mit sich geführt werden.
Rund 3,5 Kilometer südlich der Talstation der Teide-Seilbahn auf der Landstraße TF-21 befinden sich die Roques de García, ein Ensemble vielfarbiger Felsnadeln. Der markanteste Felsen heißt Roque Cinchado. Die Felsformationen sind vermutlich Reste des ursprünglichen Vulkans.

## Observatorium
Rund 13 Kilometer nordöstlich des Gipfels befindet sich auf 2390 Metern Höhe das Observatorio del Teide des Astrophysikalischen Instituts der Kanaren (IAC) mit verschiedenen Instrumenten zur Sonnenbeobachtung, mehreren Teleskopen und der Optical Ground Station der ESA (Lage). Sie dient einerseits der Satellitenbeobachtung sowie andererseits der Erprobung optischer Kommunikationstechnologien für Raumfahrtanwendungen (s. Laser Communication Terminal).

## Symbol

Wappen Teneriffas

Der Teide als höchster Berg auf Teneriffa wird in Liedern und Kunstwerken als Symbol aufgegriffen.
In Teneriffas Wappen erscheint der Teide in zentraler Position während einer Eruption. Über dem Teide befindet sich der Erzengel Michael, der Schutzpatron Teneriffas.

## Sonstiges
Im Juni 1799 hielt sich Alexander von Humboldt fünf Tage lang auf Teneriffa auf und erstieg gemeinsam mit seinem Reisebegleiter Aimé Bonpland den Teide.
Mike Oldfield komponierte ein vierminütiges instrumentales Musikstück, das nach dem Namen des Berges Mount Teidi benannt wurde und 1982 auf seinem siebten Studioalbum Five Miles Out erschien.
Der Teide wurde lange Zeit mit 3718 Metern Höhe geführt. Dies geht auf ein Missverständnis zurück. Offizielle Stellen führen den Teide hingegen mit 3715 Metern Höhe.
Der Hauptgürtelasteroid (117874) Picodelteide wurde nach dem Berg benannt.

## Galerie

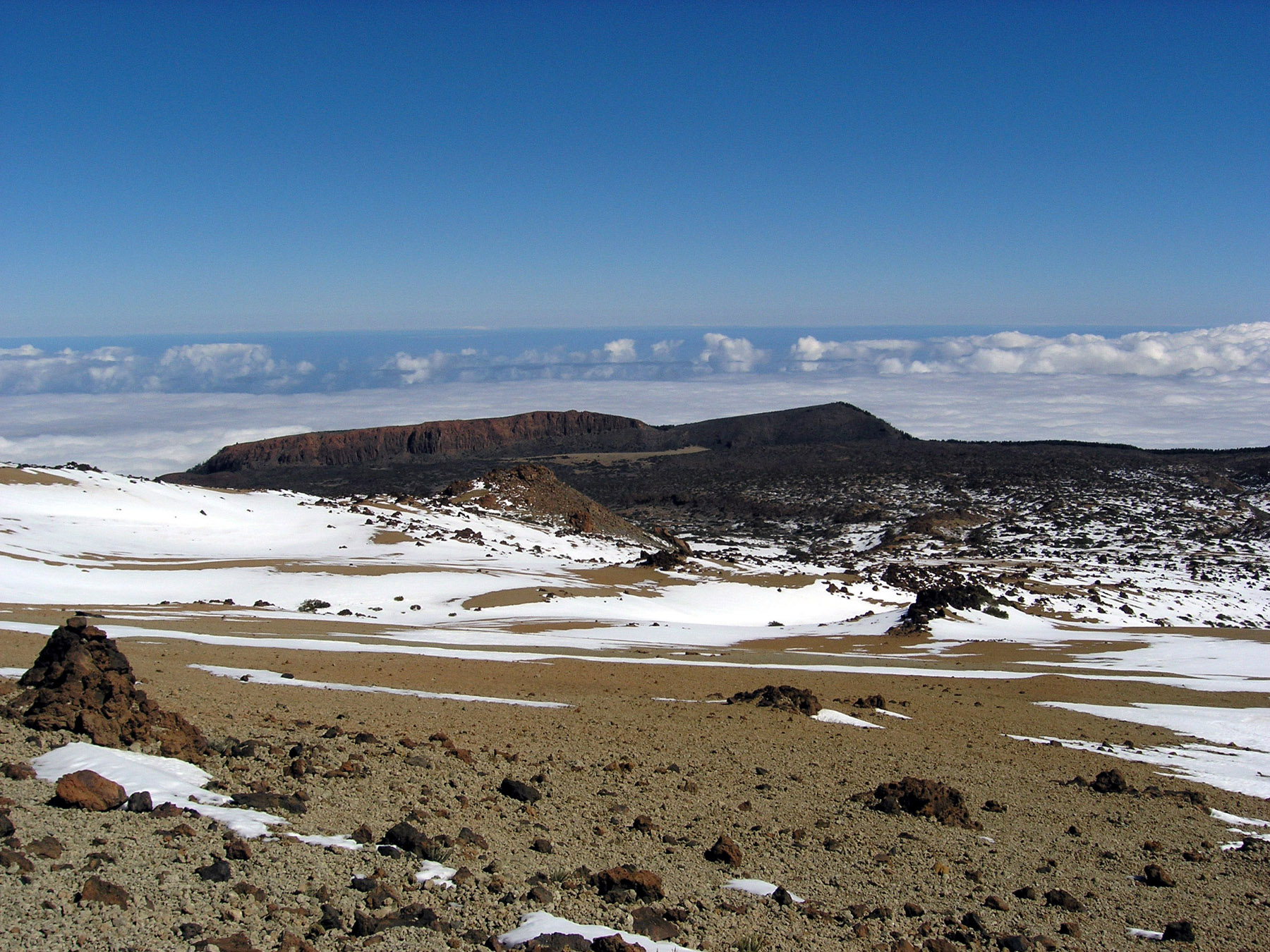
Blick von der Montaña Blanca auf die Fortaleza
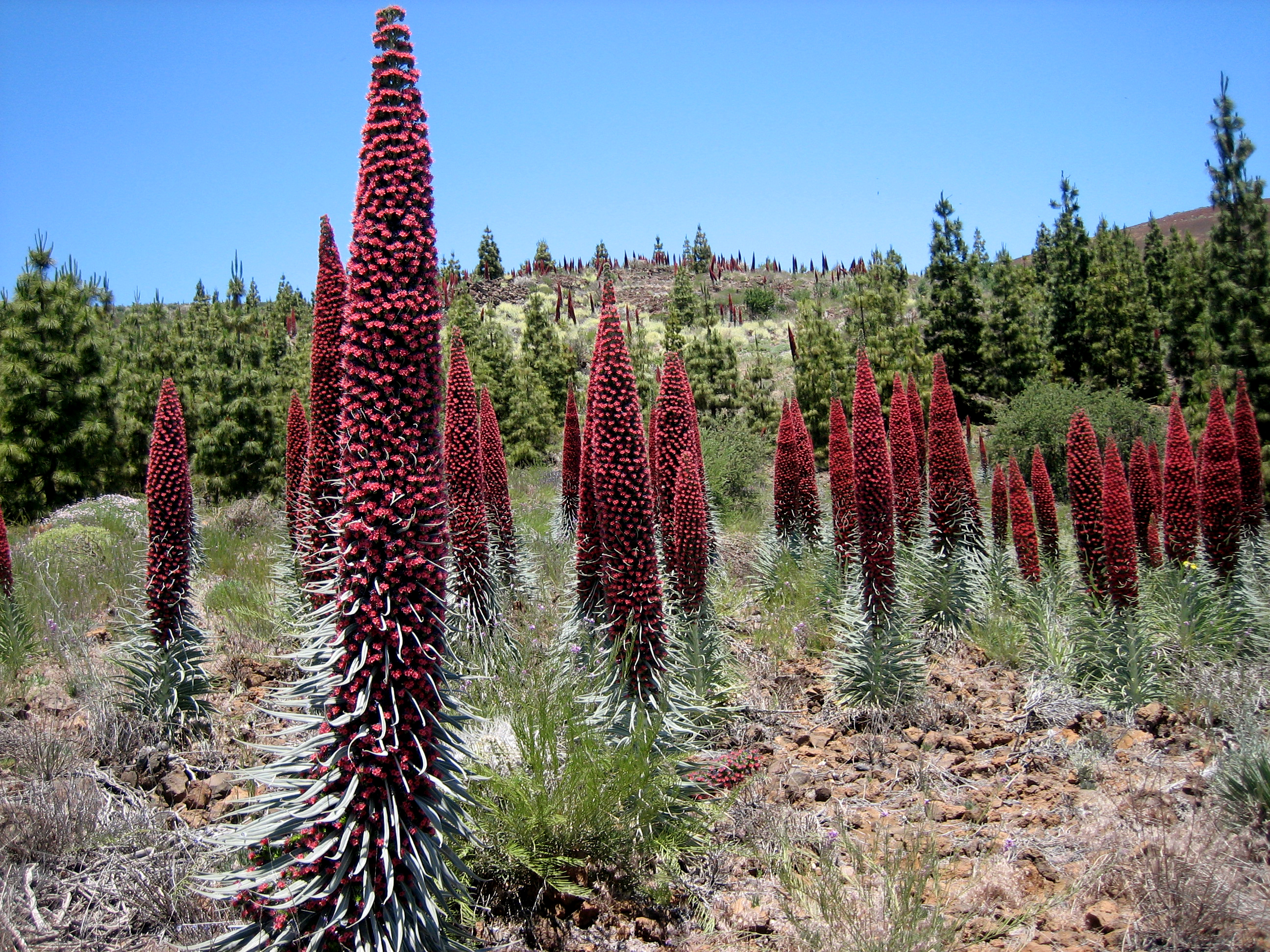
Wildprets Natternkopf
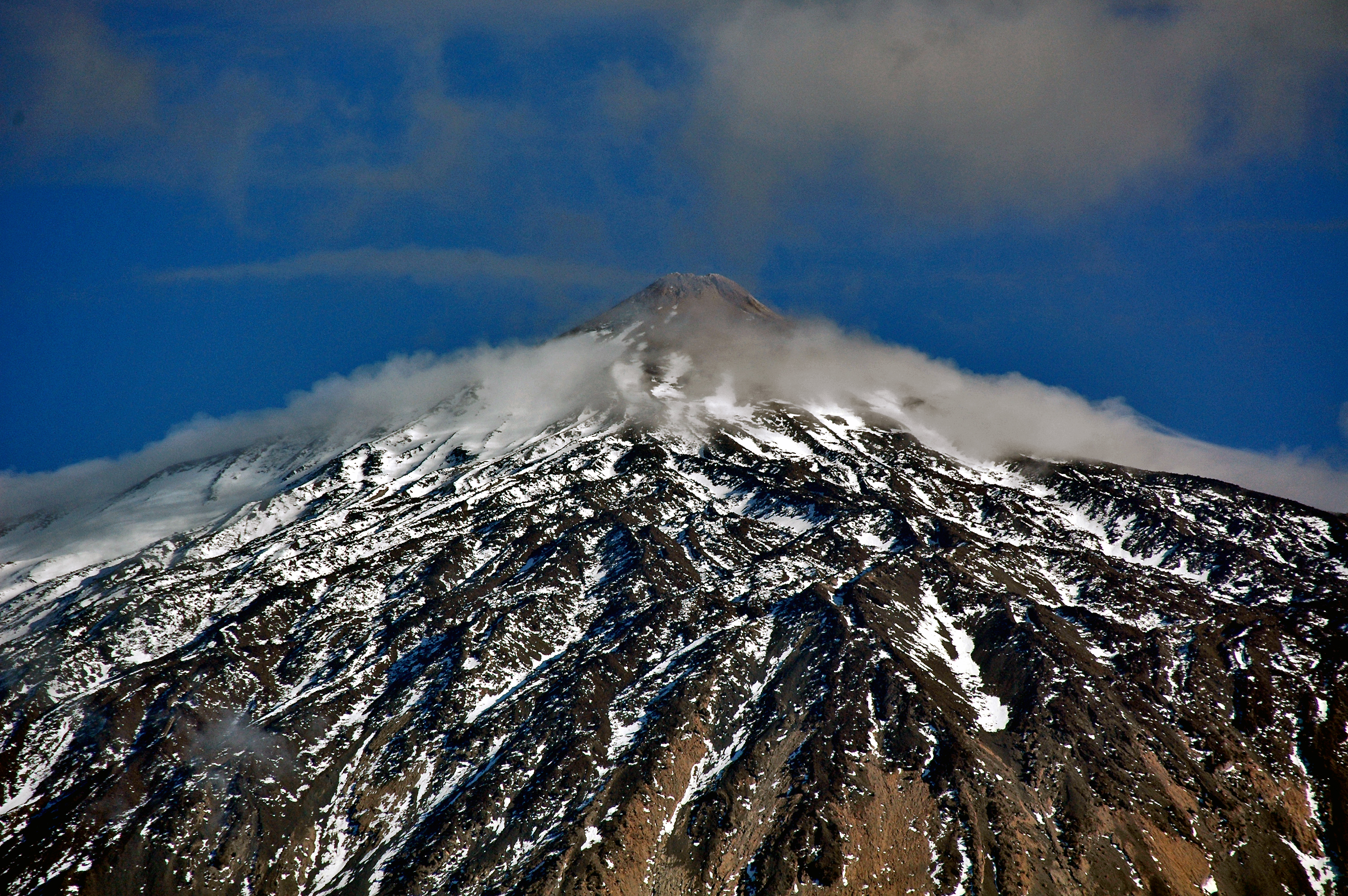
Pico del Teide – Nordseite (März 2014)
Roque Cinchado und Teide
Ucanca-Ebene
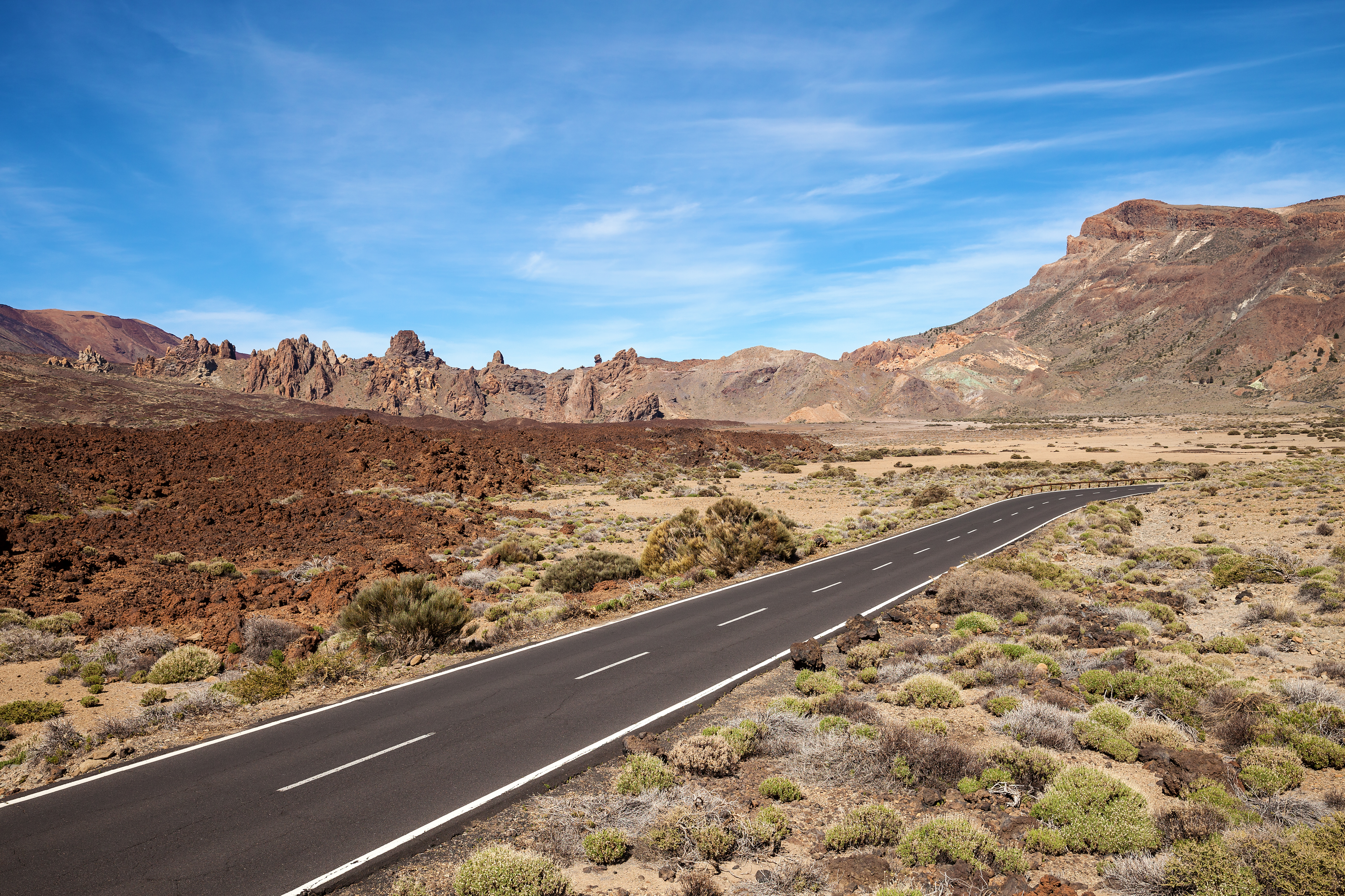
TF-21 mit den Roques de García